# 雲林縣斗六市鎮西國民小學
雲林縣斗六市鎮西國民小學，簡稱鎮西國小，是位於雲林縣斗六市西平路的公立國民小學，前身為雲林國語傳習所，創立於1896年，為雲林縣的百年老校之一。

## 歷史

### 日治時期
鎮西國小前身為雲林國語傳習所，設立於1896年（明治29年）9月，校址初設於北港（今北港鎮）。1897年（明治30年）4月，雲林國語傳習所由北港遷至斗六，北港改設分教場（今南陽國小）。

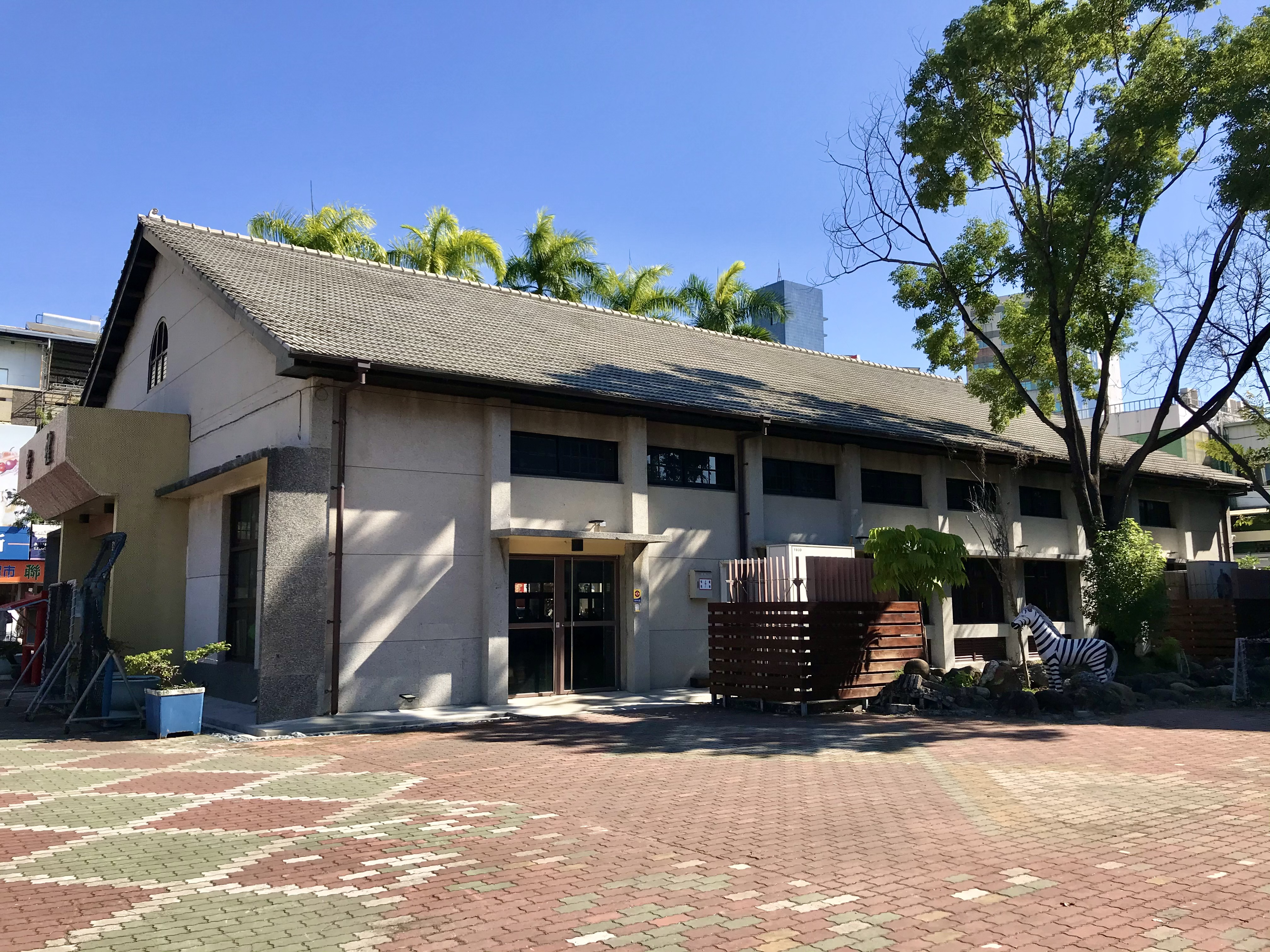
鎮西國小大禮堂

1898年（明治31年）10月，廢止國語傳習所，於原址改設為斗六公學校。1906年（明治39年）9月，設立崁頭厝分校（今永光國小）、樹仔腳分校（今饒平國小）。1909年（明治42年），設立實業科（農業科）。1917年（大正6年）4月，設立林內分校（今林內國小）。1918年（大正7年）7月，廢止實業科（農業科）。1919年（大正8年）4月，試辦簡易農業學校。1920年（大正9年）4月，崁頭厝分校、樹仔腳分校獨立設校，另設立溪邊厝分校（今東和國小）、內林分校（今梅林國小）。1921年（大正10年）4月，溪邊厝分校、林內分校獨立設校。1922年（民國11年）年3月，廢止簡易農業學校。同年4月，設立溝仔壩分校（今溝壩國小），內林分校獨立設校，另設立高等科，招收本科畢業生。1923年（大正12年）4月，斗六女子公學校（今現鎮東國小）成立，本校女生編入該校就讀。
1941年（昭和16年），全臺公學校、小學校改制為國民學校，本校因避免與原斗六尋常高等小學校（戰後廢校，原址今為國立斗六高級中學）同名，故改稱為斗六西國民學校。

### 戰後至今
1945年（民國34年）日本於第二次世界大戰戰敗後，由國民政府接管臺灣。1946年（民國35年）10月，改稱為臺南縣斗六鎮第一國民學校。1947年（民國36年）4月，改稱為臺南縣斗六鎮鎮西國民學校。1950年（民國39年）4月，改稱為雲林縣斗六鎮鎮西國民學校。
1968年（民國57年）9月因實施九年國民教育，校名改為雲林縣斗六鎮鎮西國民小學。1981年（民國70年）因應斗六鎮升格為斗六市，校名改稱為雲林縣斗六市鎮西國民小學。

## 歷任校長

### 日治時期
日治時期歷任校長如下：
| 任別 | 姓名         | 任期                      |
| ---- | ------------ | ------------------------- |
| 1    | 瀧野彌市     | 民前14年11月－民前13年8月 |
| 2    | 荒木市太郎   | 民前12年2月－民前11年8月  |
| 3    | 富田山太郎   | 民前10年8月－民前6年10月  |
| 4    | 神田敬而     | 民國6年10月－民前4年9月   |
| 5    | 方波見幸之助 | 民國3年1月－民國9年7月    |
| 6    | 小泉順       | 民國3年1月－民國9年7月    |
| 7    | 阿部雄男     | 民國9年8月－民國9年9月    |
| 8    | 雄谷雄作     | 民國9年10月－民國11年2月  |
| 9    | 長嶺牛清     | 民國15年3月－民國17年3月  |
| 10   | 高瀨嘉一     | 民國15年3月－民國17年3月  |
| 11   | 木村正喜     | 民國17年3月－民國20年3月  |
| 12   | 上田四郎     | 民國20年4月－民國21年3月  |
| 13   | 大郎七里     | 民國21年9月－民國33年3月  |
| 14   | 倉田俊夫     | 民國33年6月－民國34年10月 |

### 民國時期
民國時期歷任校長接任如下：
| 任別 | 姓名   | 任期                   |
| ---- | ------ | ---------------------- |
| 1    | 張永彰 | 民國34年10月－37年3月  |
| 2    | 陳鴻章 | 民國37年3月－55年9月   |
| 3    | 賴鎮守 | 民國55年9月－68年9月   |
| 4    | 張茂村 | 民國68年9月－75年9月   |
| 5    | 林守敏 | 民國75年9月－78年9月   |
| 6    | 吳坤河 | 民國78年9月－84年11月  |
| 7    | 黃麒麟 | 民國85年2月－94年1月   |
| 8    | 張瑞娥 | 民國94年2月－101年7月  |
| 9    | 邱麗香 | 民國101年8月－105年1月 |
| 代理 | 陳平景 | 民國105年2月－105年7月 |
| 10   | 張景哲 | 民國105年8月－109年7月 |
| 11   | 陳嘉銘 | 民國109年8月－現任     |

## 外部連結
- 鎮西國小官網 （页面存档备份，存于）